# Aponogeton abyssinicus
Aponogeton abyssinicus är en enhjärtbladig växtart som beskrevs av Ferdinand von Hochstetter och Achille Richard. Aponogeton abyssinicus ingår i släktet Aponogeton och familjen Aponogetonaceae. Inga underarter finns listade.